# Juan Carbonell
Juan Carbonell Verdaguer (Barcellona, 24 gennaio 1906 – 12 gennaio 1991) è stato un cestista spagnolo.

## Carriera
Con la Spagna ha disputato i Campionati europei del 1935.